# 坂上村 (茨城県)
坂上村（さかうえむら）は、茨城県多賀郡にかつて存在した村である。現在の日立市南部、大甕駅周辺に相当する。

## 地理
- 村域は多賀山地の一部で、ほとんど山がちな地形になっている。
- 村は太平洋に面している。

## 歴史

### 村域の変遷
- 1889年（明治22年）4月1日 - 町村制施行により、水木村・森山村・大沼村が合併され、多賀郡坂上村が発足。
- 1941年（昭和16年）2月11日 - 多賀町に編入され消滅。
- 1955年（昭和30年）2月15日 - 多賀町が日高村・久慈郡久慈町・坂本村・東小沢村・中里村ととも日立市に編入される。

変遷表
| 1868年 以前 | 1868年 以前 | 明治22年 4月1日 | 昭和16年 2月11日 | 昭和30年 2月15日 | 現在   |
| ----------- | ----------- | --------------- | ---------------- | ---------------- | ------ |
|             | 水木村      | 坂上村          | 多賀町 に編入    | 日立市 に編入    | 日立市 |
|             | 森山村      | 坂上村          | 多賀町 に編入    | 日立市 に編入    | 日立市 |
|             | 大沼村      | 坂上村          | 多賀町 に編入    | 日立市 に編入    | 日立市 |

## 大字
- 水木（みずき）
- 森山（もりやま）
- 大沼（おおぬま）

## 人口・世帯

### 人口
総数 [単位： 人]
| 1891年（明治22年） | 1,775 |
| 1920年（大正 9年） | 2,772 |
| 1935年（昭和10年） | 3,196 |
| 1940年（昭和15年） | 3,546 |

### 世帯
総数 [単位： 世帯]
| 1920年（大正 9年） | 582 |
| 1935年（昭和10年） | 629 |
| 1940年（昭和15年） | 656 |

## 交通

### 道路
- 一級国道
  - 国道6号（陸前浜街道）